# Landtagswahlkreis Oschersleben-Wanzleben
Der Landtagswahlkreis Oschersleben-Wanzleben (Wahlkreis 9) ist ein Landtagswahlkreis in Sachsen-Anhalt. Er wurde zur Landtagswahl in Sachsen-Anhalt 2021 aus den früheren Landtagswahlkreisen Oschersleben und Wanzleben neu gebildet und umfasste vom Landkreis Börde die Einheitsgemeinden Stadt Oschersleben (Bode), Sülzetal und Stadt Wanzleben-Börde sowie die Verbandsgemeinde Westliche Börde mit den Gemeinden Am Großen Bruch, Ausleben, Stadt Gröningen und Stadt Kroppenstedt.
Der Wahlkreis wird in der achten Legislaturperiode des Landtages von Sachsen-Anhalt von Guido Heuer vertreten, der das Direktmandat bei der Landtagswahl am 6. Juni 2021 mit 32,8 % der Erststimmen gewann.

## Wahl 2021
Guido Heuer gewann das Direktmandat mit 32,8 % der Erststimmen.
|                    |                      | Erst- stimmen | Erst- stimmen | Zweit- stimmen | Zweit- stimmen |
| Bewerber           | Partei               | Anzahl        | %             | Anzahl         | %              |
| ------------------ | -------------------- | ------------- | ------------- | -------------- | -------------- |
| Wahlberechtigte    | Wahlberechtigte      | 42.234        | 100,0         | 42.234         | 100,0          |
| Wähler             | Wähler               | 25.893        | 61,3          | 25.893         | 61,3           |
| Ungültige Stimmen  | Ungültige Stimmen    | 342           | 1,3           | 282            | 1,1            |
| Gültige Stimmen    | Gültige Stimmen      | 25.551        | 98,7          | 25.611         | 98,9           |
| davon              |                      |               |               |                |                |
| Guido Heuer        | CDU                  | 8.373         | 32,8          | 9.594          | 37,5           |
| Andreas Kühn       | AfD                  | 6.266         | 24,5          | 5.967          | 23,3           |
| Doreen Hildebrandt | DIE LINKE            | 2.480         | 9,7           | 2.402          | 9,4            |
| Wolfgang Zahn      | SPD                  | 3.523         | 13,8          | 2.404          | 9,4            |
| Dave Gerecke       | GRÜNE                | 851           | 3,3           | 856            | 3,3            |
| Knut Freese        | FDP                  | 2.395         | 9,4           | 1.736          | 6,8            |
| Andreas Strehlow   | FREIE WÄHLER         | 1.663         | 6,5           | 925            | 3,6            |
| –                  | NPD                  | –             | –             | 76             | 0,3            |
| –                  | Tierschutzpartei     | –             | –             | 378            | 1,5            |
| –                  | Tierschutzallianz    | –             | –             | 97             | 0,4            |
| –                  | LKR                  | –             | –             | 8              | 0,0            |
| –                  | Die PARTEI           | –             | –             | 116            | 0,5            |
| –                  | Gartenpartei         | –             | –             | 260            | 1,0            |
| –                  | FBM                  | –             | –             | 14             | 0,1            |
| –                  | TIERSCHUTZ hier!     | –             | –             | 158            | 0,6            |
| –                  | dieBasis             | –             | –             | 359            | 1,4            |
| –                  | Klimaliste ST        | –             | –             | 11             | 0,0            |
| –                  | ÖDP                  | –             | –             | 14             | 0,1            |
| –                  | Die Humanisten       | –             | –             | 17             | 0,1            |
| –                  | Gesundheitsforschung | –             | –             | 98             | 0,4            |
| –                  | PIRATEN              | –             | –             | 75             | 0,3            |
| –                  | WiR2020              | –             | –             | 46             | 0,2            |